# نانسی وکسلر
نانسی وکسلر (انگلیسی: Nancy Wexler؛ زادهٔ ۱۹ ژوئیهٔ ۱۹۴۵) دانشمند در زمینه ژنتیک اهل ایالات متحده آمریکا است.
وی همچنین برندهٔ جوایزی همچون نشان بنجامین فرانکلین و برنامه فولبرایت شده‌است.